# TPS (azienda)
Télévision Par Satellite o TPS era una piattaforma televisiva a pagamento disponibile nella televisione digitale satellitare. Il suo principale azionista è Groupe TF1, e trasmetteva sul satellite Hotbird.
TPS trasmise dal 1996 al 2008.

## Canali televisivi

### Generalisti
- TF1
- France 2
- France 3
- Canal+
- France 5
- M6
- arte
- Canal+
- Canal+ Cinéma
- Canal+ Sport
- Canal+ Family
- Canal+ Décalé
- TPS Star

### Fiction
- 13ème rue
- Comédie!
- Syfy
- TF6
- Série Club
- TV Breizh
- Téva

### Canali Semigeneralisti
- France 4
- TMC Monte Carlo
- Paris Première
- W9
- RTL9
- NT1
- TV5 Monde
- Direct 8

### News
- I-Télé
- LCI
- euronews
- parlamento
- BFM TV
- France 24
- BBC World
- CNBC Europe

### Meteo
- Météo Express

### Documentari
- Planète Thalassa
- Histoire
- Ushuaïa TV
- Odyssée
- Escales
- Chasse et Pêche

### Televendite
- M6 Boutique La Chaîne
- Best of shopping
- Liberty Tv

### Sport
- Sport+
- Eurosport (2 canali televisivi)
- InfoSport
- équidia
- AB moteurs

### Cinema
- CinéCinéma (8 canali televisivi)
- Ciné Polar
- Ciné Fx
- Action
- Canal Hollywood

### Giovani
- Piwi
- Télétoon (2 canali televisivi)
- Disney Channel (2 canali televisivi)
- Boomerang
- Baby TV

### Adolescenti
- AB1
- Game One
- Mangas

### Musica
- Fun TV
- M6 (3 canali televisivi)
- MTV (4 canali televisivi)
- Virgin 17
- Mezzo
- Tele Melody
- VH1

### Locali/Cultura & Società
- France Ô
- demain.tv
- Luxe TV
- TV8 Mont Blanc
- Beur TV

### Eros
- Private Spice
- XXL

### PPV
- Multivision 1
- Multivision 2
- Multivision 3
- Multivision 4
- Multivision 5
- Multivision 6
- Multivision 7

### Servizio
- TPS et Vous